# Orangerie (Neustrelitz)

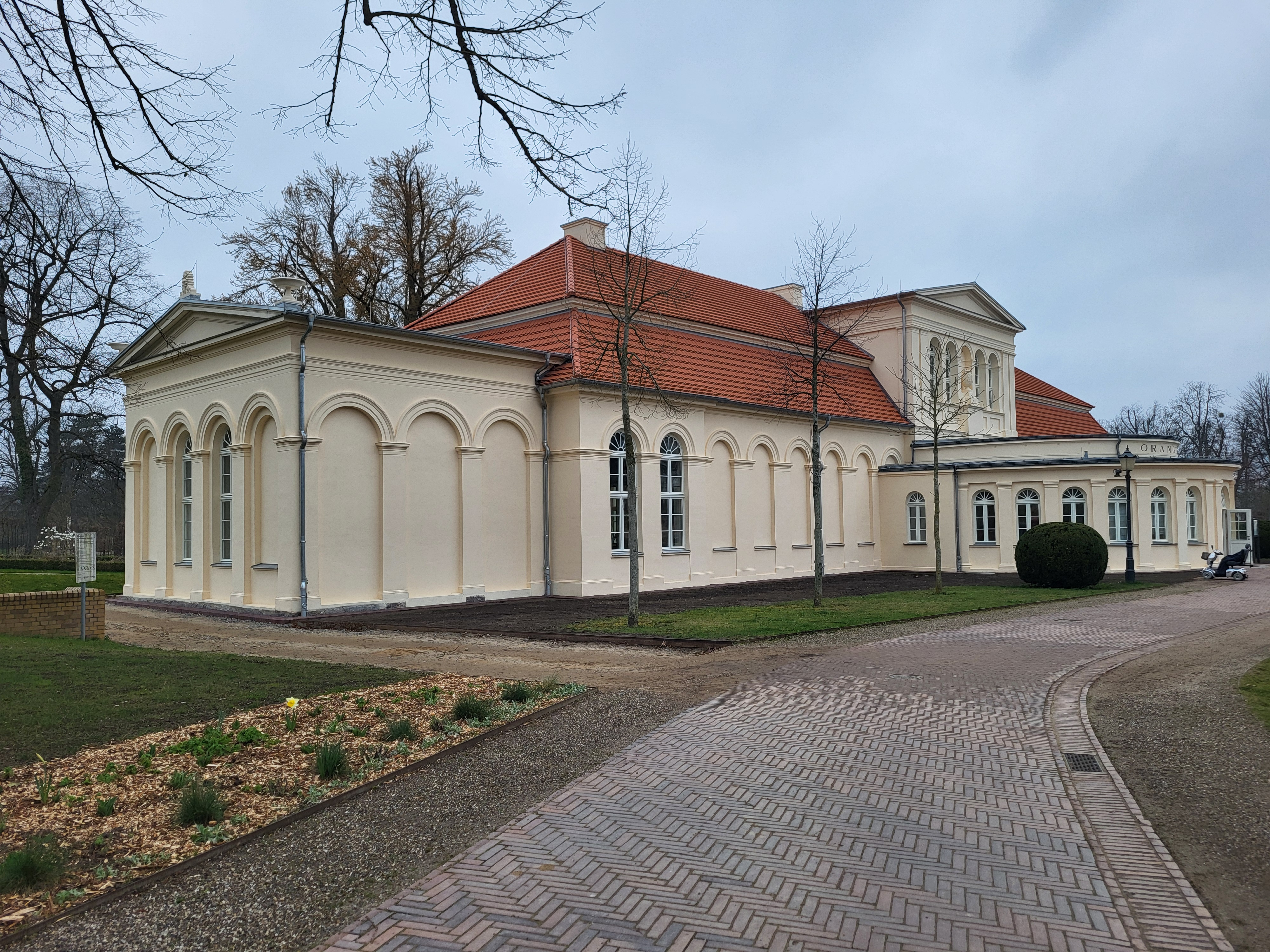
Neustrelitzer Orangerie – vom Vorplatz aus gesehen im Jahr 2024

Die klassizistische Orangerie, umgangssprachlich auch „Ora“ genannt, im nordöstlichen Teil des Schlossparks von Neustrelitz wurde ab 1753 von Martin Seydel als langgestrecktes eingeschossiges Orangenhaus errichtet und von 1840 bis 1842 durch Friedrich Wilhelm Buttel zum Gartensalon ausgebaut.
Um die Gebäudesymmetrie wieder herzustellen, wurden im Rahmen der laufenden Bau- und Sanierungsarbeiten einige Anbauten aus dem 20. Jahrhundert abgerissen. Anstelle des Anbaus von 1973 wird ein Gartenrestaurant entstehen. Sanitärräume und Toiletten befinden sich zukünftig im Untergeschoss und werden barrierefrei erreichbar sein. Außerdem sollen die Räume so wieder hergestellt werden wie sie vor der Umbauphase 1937/38 aussahen. Die 2019 begonnenen Bau- und Sanierungsarbeiten waren im September 2023 größtenteils abgeschlossen. Die Orangerie wurde im Frühjahr 2024 wiedereröffnet.

## Baugeschichte

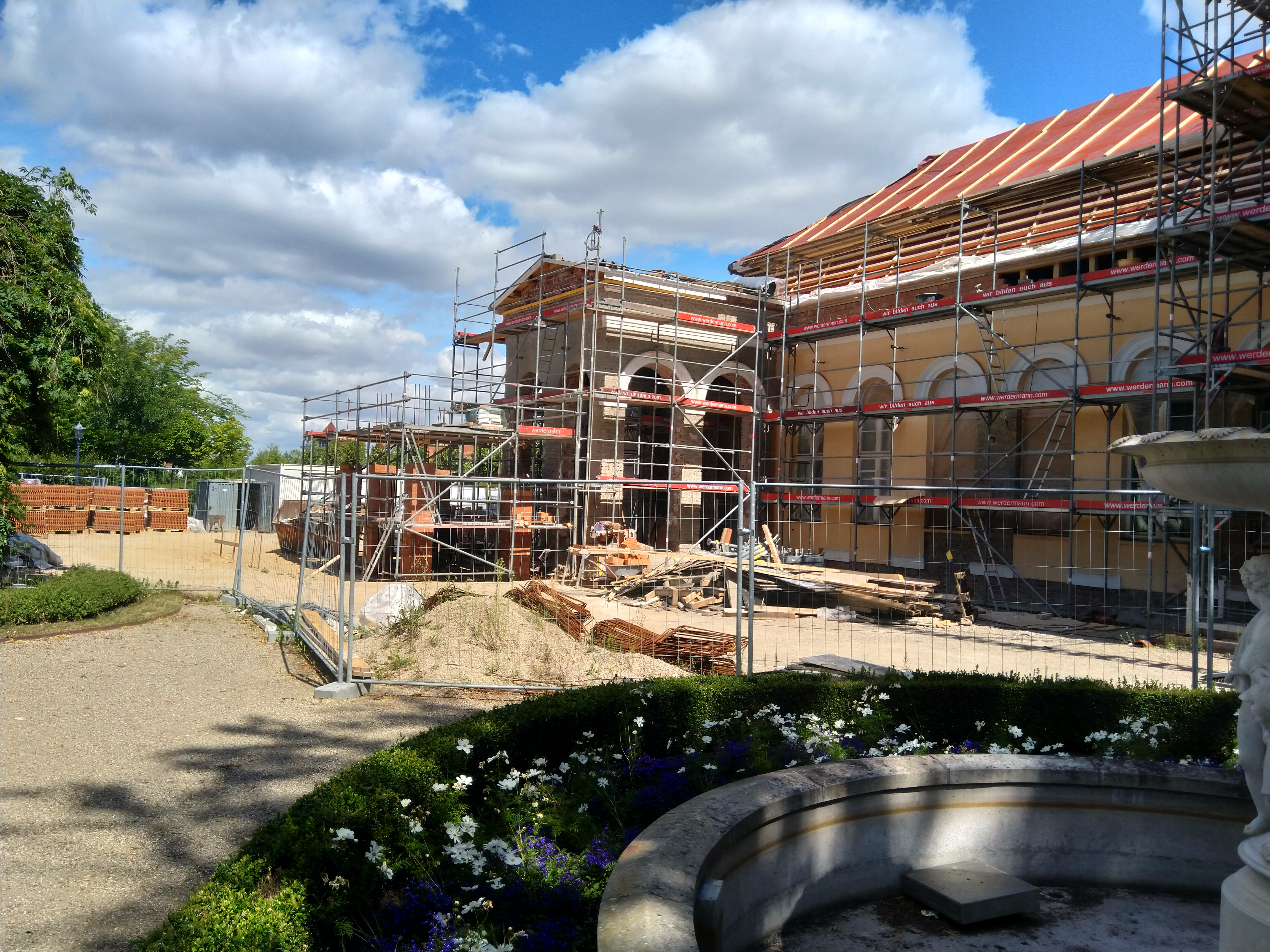
Orangerie während der Bauarbeiten im Sommer 2022

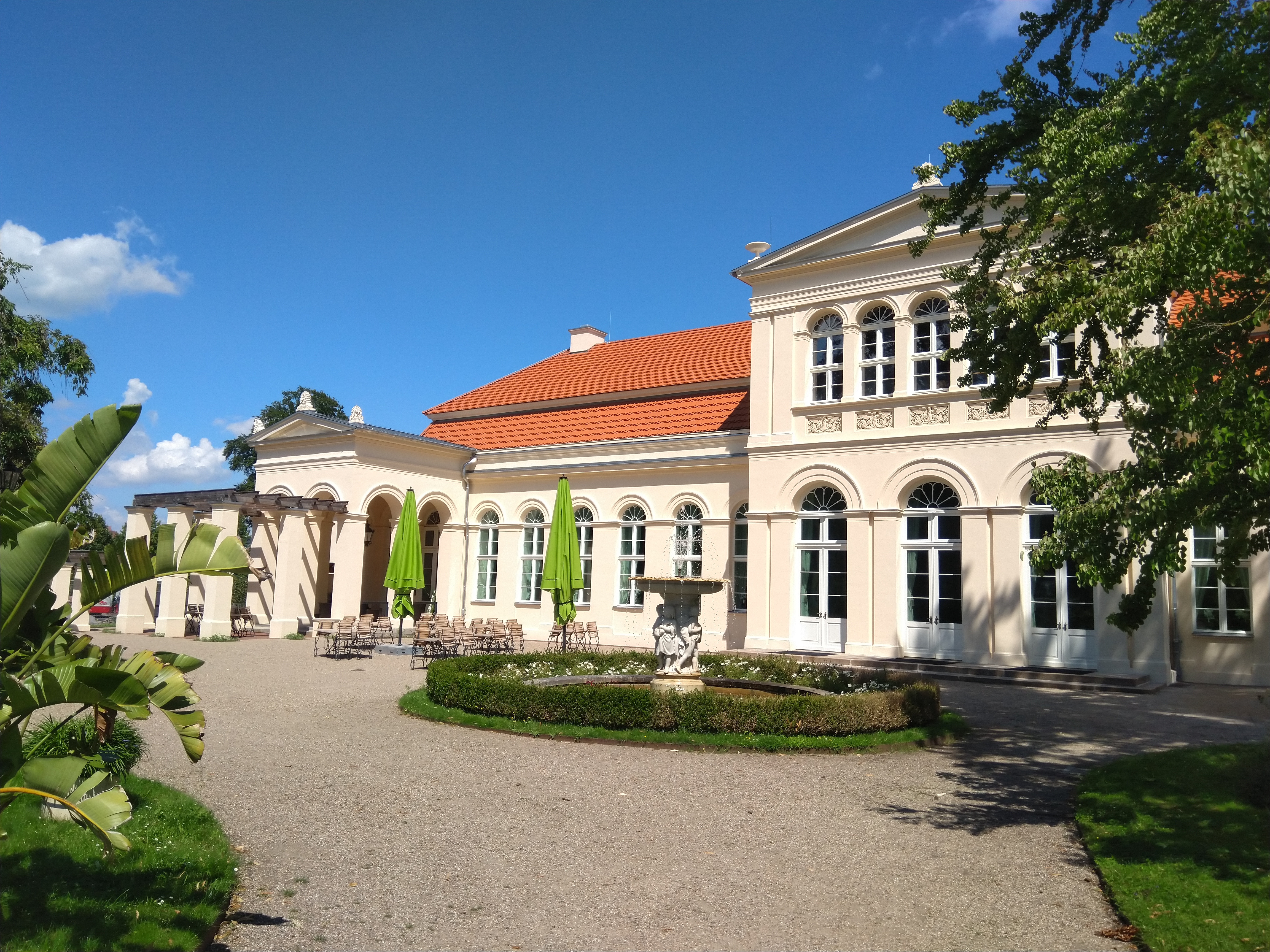
Orangerie mit Cafégarte im Sommer 2024

Ab 1753 wurde die Orangerie zunächst als langgestrecktes eingeschossiges Orangenhaus erbaut. Als Bauleiter nennt eine Bauakte im Landeshauptarchiv Schwerin den Neustrelitzer Hof-Maurermeister Martin Seydel. Ob er oder noch Julius Löwe, der um die Zeit des Baubeginns verstorben war, Architekt des Neubaus war, konnten auch neuere Forschungen nicht hinreichend klären.  In der Literatur sind zudem Aussagen weit verbreitet, die den Bau auf 1755 datieren und A. Seidel zuschreiben (also Seidels Sohn Adolph Seidel, 1740–1796). Der Bau entstand unter Mitarbeit des Bildhauers Carl Philipp Glume und des Stuckateurs J. F. Vogel.
1840 erhielt Friedrich Wilhelm Buttel von Großherzog Großherzog Georg den Auftrag zur Umgestaltung des Gebäudes. Dieser wollte seine aus Rom mitgebrachte Sammlung antiker Skulpturen in der „neuen Orangerie“ unterbringen; außerdem sollten dort Gartenfeste gefeiert werden. Anregungen für den Umbau gaben die Brüder Alexander von Humboldt und Wilhelm von Humboldt bei einem Besuch im Jahr 1840. Mit den Berliner Baumeister und Architekten Karl Friedrich Schinkel und dem Bildhauer Christian Daniel Rauch tauschte sich der Großherzog ebenfalls über die Pläne aus, so dass in Buttels Ausführung letztlich viele verschiedene Ideen ihren Ausdruck gefanden.
2019 begannen Bau- und Sanierungsarbeiten an der Orangerie, die gegen Ende 2023 größtenteils abgeschlossen waren. Die gesamte Orangerie wurde gegen Ostern 2024 wiedereröffnet. Der Anbau von 1973 und ein Teil der Erweiterungen von 1938 wurden abgerissen, um die ursprüngliche Symmetrie des Gebäudes wiederherzustellen. Dort wo sich jetzt der Anbau befand, sollte die Wiederherstellung der massive Pergola von Friedrich Wilhelm Buttel erfolgen und ein Gartenrestaurant mit 40 Plätzen eingerichtet werden. Beim Abriss stellte sich jedoch heraus, dass diese Pergola unter dem Anbau erhalten geblieben ist. Daraufhin wurde sie restauriert. Die Fundamente des Gebäudes wurden trockengelegt und die Fußböden saniert. Sanitärräume und Toiletten befinden sich in dem halbrunden Vorbau und sind wie alle anderen Räume barrierefrei und von den Sälen aus gut erreichbar.

## Gestaltung der Orangerie
Die Orangerie ist ein eingeschossiger Putzbau mit insgesamt neunzehn Achse und einem Mansarddach. Die drei großen Säle wurden beim Umbau in einen Gartensalon beibehalten. Der dreiachsige Mittelrisalit wurde um ein Geschoss aufgestockt und mit Rundbogenfenstern versehen. Er ist im Erdgeschoss vierfach und jeweils an den Seiten des Obergeschosses mit Doppelpilastern gegliedert. Den Abschluss bildet ein flacher Dreiecksgiebel. Auf der Gartenseite wurden eine Säulenveranda und eine Pergola errichtet. Im Inneren der Orangerie wurden umlaufende Arkaden und Flachnischen eingefügt. Die drei großen Säle sind in den mecklenburgischen Landesfarben Rot, Blau und Gelb gehalten. Eine repräsentative Raumwirkung wird durch Deckenmalereien und Arabesken im pompejanischen Stil von Bernhard Wilhelm Rosendahl, Rundbogennischen und Konsole mit antiken Plastiken sowie durch Reliefs klassizistischer Bildhauer wie Christian Daniel Rauch und Bertel Thorvaldsen erreicht. Der runde Vorbau am Vorplatz wurde erst 1937 angebaut.

## Umgestaltung des Gartens

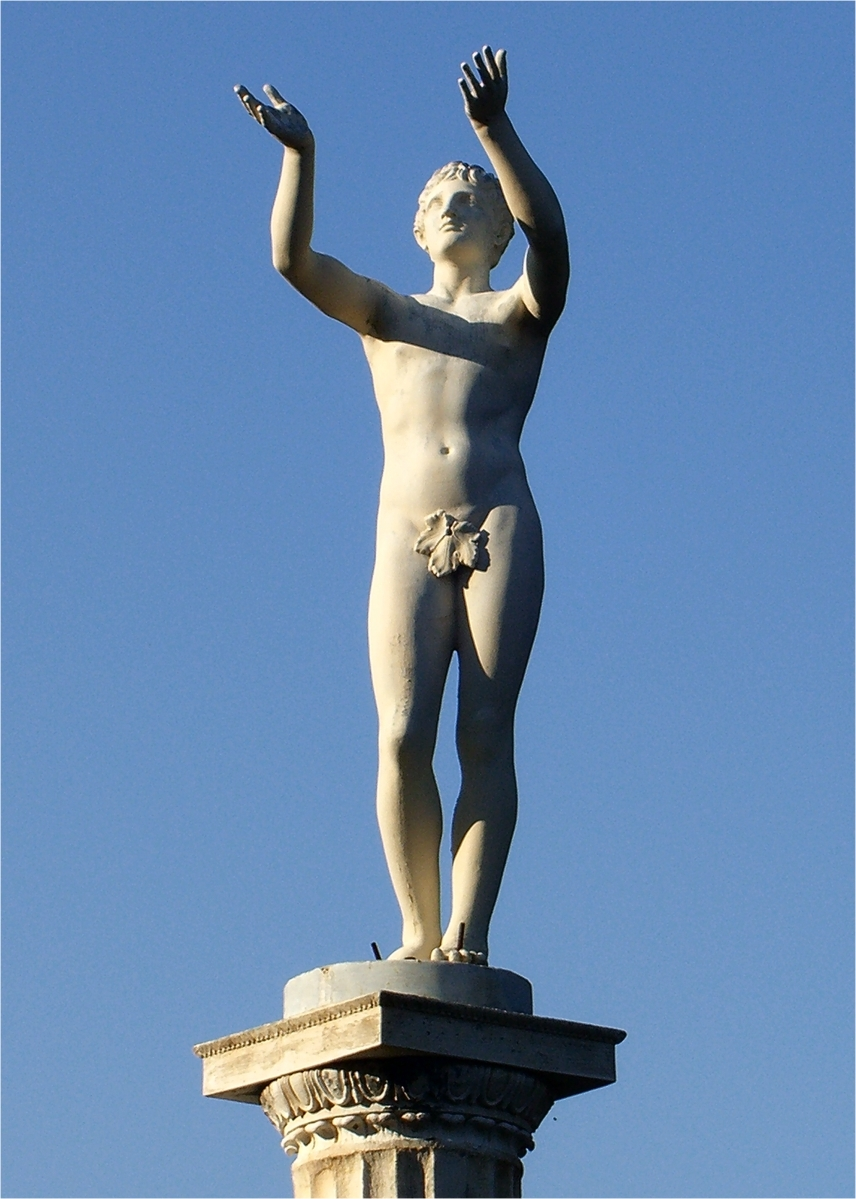
Der Betende Knabe auf einer korinthischen Marmorsäule stehend

Im Zuge der Umbauarbeiten wurde auch der Garten im Bereich der Orangerie erheblich verändert. Beauftragt wurde damit der Gartenarchitekt Peter Joseph Lenné, der schon damals für seine weiträumigen Parkanlagen nach dem Vorbild englischer Landschaftsgärten bekannt war. Dessen Kunst bestand darin, durch Sichtachsen die einzelnen Parkanlagen optisch miteinander zu verbinden und die Bauwerke wirkungsvoll in Szene zu setzen. Er legte verschlungene Wege und Gartenflächen mit exotischen Pflanzen an.
Eine Kopie der antiken Bronzestatue Betender Knabe wurde in der Mitte des Gartens auf einer korinthischen Marmorsäule aufgestellt. Das Original der um 300 v. Chr. in der künstlerischen Tradition des griechischen Bildhauers Lysipp geschaffenen Statue befindet sich in der Antikensammlung der Staatlichen Museen zu Berlin. Um 1500 auf Rhodos gefunden, gelangte sie zunächst nach Venedig und ging dann in den Besitz des Finanzministers Ludwigs XIV. über. Dieser ließ die Arme ergänzen und stellte den Knaben in seinem Schloss Vaux-le-Vicomte auf. 1747 erwarb der preußische König Friedrich II. die Statue für den Park Sanssouci. Heute steht das Original des Betenden Knaben im Alten Museum in Berlin und empfängt die aus der Rotunde eintretenden Besucher.
Vor der breiten Eingangsterrasse der Orangerie fand der marmorne Kinderbrunnen von Albert Wolff, der auch als Märchenbrunnen bekannt ist, seinen Platz. Der 1844 von Wolff nach dem Entwurf von Eduard Stützel gefertigte Springbrunnen stand zunächst im Park Sanssouci und kam dann als Geschenk des preußischen Königs Friedrich Wilhelm IV. an seinen Onkel, Großherzog Georg, nach Neustrelitz.